# Сестра (гора, Партизанский район)
Сестра (прежде с сопкой Брат — Два Брата) — сопка высотою 320 метров в Партизанском районе Приморского края, в окрестностях города Находки в устье реки Партизанская.
Названия «сестра» и «брат» часто встречаются для обозначения соседних похожих вершин.
Памятник природы Приморского края (с 1984 года), визитная карточка города.
Расположена на землях государственного лесного фонда России. Представляет собой древний риф, возраст которого около 250 млн лет. Как и соседняя сопка Брат, сложена из белого мраморизованного известняка. В древности затапливалась морем, была окружена тропическими лесами. Покрыта невысоким дубом. На сопке известно около 300 видов растений, в том числе лимонник, шиповник, кишмиш, багульник, орхидея. Здесь обитают беркуты, орланы-белохвосты, чёрные грифы, барсуки, змеи.
С июня по сентябрь в утренние часы вершина Сестры часто покрыта полосой туманов, идущих с моря вверх по течению Сучана. В 2008 году по инициативе местного предпринимателя на восточном склоне Сестры планировалось строительство горнолыжной базы, однако предложение не нашло поддержку у властей Находки.

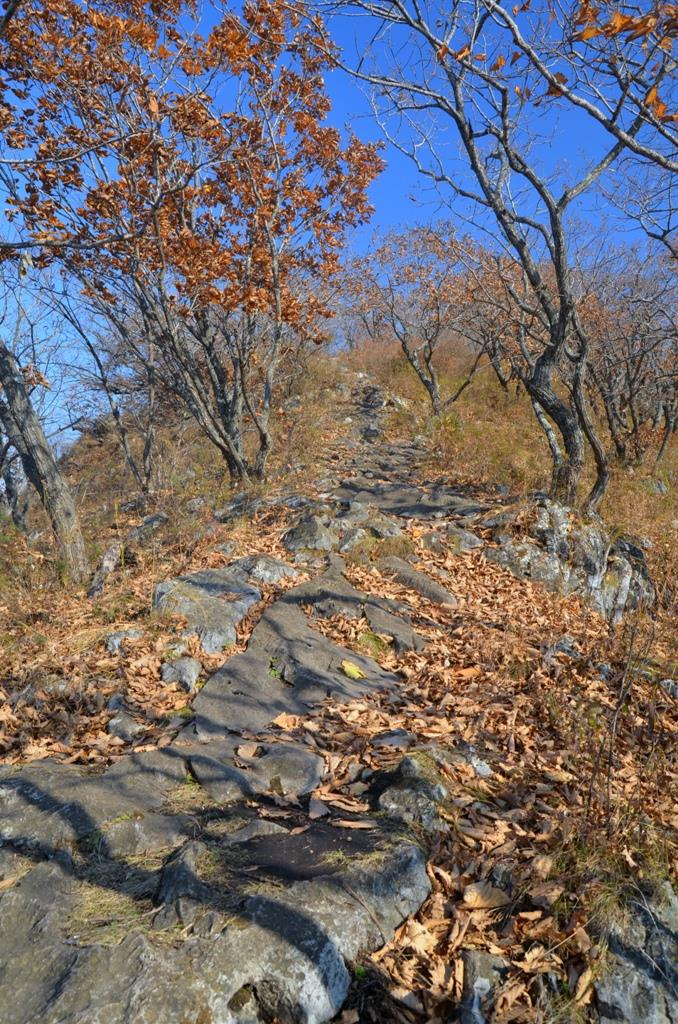
Подъём на вершину сопки

Основная тропа на вершину начинается у пляжа в бухте Лашкевич, проходит по юго-западному гребню; время восхождения — около 45 минут в спокойном темпе, подготовленные поднимаются и за 20. Вторая малоизвестная тропа проходит по восточному склону, эта тропа круче и опаснее, но вполне проходима без страховки для опытного туриста, она выводит на вторую северо-восточную вершину, чтобы на неё выйти, надо после съезда с асфальтированной главной дороги сразу же повернуть на лесную дорогу направо, которая и выведет на тропу. Альпинисты поднимаются по самым крутым и скалистым северо-западным склонам со стороны устья реки Партизанской. С вершины горы открывается панорамный вид на залив Находка и живописную долину реки Партизанской.
Рядом расположена сопка Брат, между ними — скала Племянник.
Во время войны с Японией на горе Сестра крестьянином села Владимиро-Александровское Мефодием Колесниковым был построен небольшой деревянный домик для помещения воинского караула военной охраны Сучанского побережья. В 1909 году охрана была снята, а в 1911 году решалась судьба домика.